# Mitzach
Mitzach (pronuncia /mitsak/ o /mitsax/ : è un comune francese di 384 abitanti situato nel dipartimento dell'Alto Reno nella regione del Grand Est.

## Società

### Evoluzione demografica
Abitanti censiti